# Institut for Menneskerettigheder
Institut for Menneskerettigheder er en uafhængig, statsfinansieret organisation, som har til opgave at overvåge og beskytte menneskerettighederne og fremme ligebehandling i Danmark og i udlandet. Instituttet er en ”National Menneskerettighedsinstitution”, som fungerer i overensstemmelse med FN’s såkaldte ”Parisprincipper”. Instituttet er desuden Nationalt Ligebehandlingsorgan for Danmark, og deltager i EU’s netværk af ligebehandlingsorganer, Equinet.

## Institut for Menneskerettigheders arbejde
Institut for Menneskerettigheder arbejder dels i Danmark og dels i udlandet.
Hjemme overvåger instituttet Danmarks overholdelse af menneskerettighederne. Instituttet udgiver blandt andet en årlig statusrapport om menneskerettighedernes status i Danmark, og rådgiver Regeringen og Folketinget . Instituttet er også en forskningsinstitution, og har blandt andet forsket i statsborgerskab, internetrettigheder, terrorlovgivning og religion i et menneskerettighedsperspektiv. Instituttet står også bag en række projekter, der skal fremme ligebehandling i Danmark.
I udlandet arbejder Institut for Menneskerettigheder sammen med lokale samarbejdspartnere i en række lande om at styrke menneskerettighederne. Instituttet arbejder også med internationale virksomheders indflydelse på menneskerettighederne.

## Institut for Menneskerettigheders historie
Institut for Menneskerettigheder blev dannet i 1987 som Center for Menneskerettigheder. I forbindelse med Finanslovsforhandlingerne i 2002 fremsatte Dansk Folkeparti krav om at instituttet skulle nedlægges. I stedet besluttede Folketinget at lægge det sammen med en række forskningsinstitutioner i organisationen Dansk Center for Internationale Studier og Menneskerettigheder (DCISM). Efter folketingsvalget 2011 vedtog Folketinget at nedlægge DCISM og oprette Institut for Menneskerettigheder og Dansk Institut for Internationale Studier som selvstændige enheder.

## Direktører
- Lars Adam Rehof 1987 – 1991
- Morten Kjærum 1991 – 2008
- Hans-Otto Sano 2008 – 2009
- Jonas Christoffersen (2009 – 2020)[4]
- Louise Holck (2020 – )

## Rådet for Menneskerettigheder
I tilknytning til instituttet er oprettet Rådet for Menneskerettigheder, der består af repræsentanter for en række civilsamfundsorganisationer og myndigheder. Rådets opgave er at vurdere instituttets arbejde og foreslå nye aktiviteter.